# Saint-Paul de Vence
Saint-Paul de Vence er en mindre by i departementet Alpes-Maritimes i det sydøstlige Frankrig. Som en af de typiske – og ældste – middelalderbyer ved Rivieraen er den et velbesøgt turistmål og samtidig kendt for dens museer og gallerier for moderne og eksperimenterende kunst. Bedst kendt er nok Fondation Maeght, som ligger nær Saint-Paul de Vences gamle bydel. 

## Personer med tilknytning til byen
Saint-Paul de Vence har altid været som en magnet på de kendte og berømte. Flere af dem har boet i byen, bl.a. skuespillerparret Yves Montand og Simone Signoret.
Også kunstnere har været tiltrukket af atmosfæren i Saint-Paul de Vence. Marc Chagall bosatte sig i byen og ligger begravet på byens kirkegård.
Den danske skuespiller Birgitte Reimer har i en årrække sammen med sin mand Ole Bornemann drevet restauranten "La Brouette" ved Saint-Paul de Vence.
Celestin Freinet, grundlæggeren af Freinet-skolen var i 1928 leder af drengeskolen i St. Paul

## Demografi
| 1962  | 1968  | 1975  | 1982  | 1990  | 1999  | 2006  | 2007  | 2009  | 2013  |
| ----- | ----- | ----- | ----- | ----- | ----- | ----- | ----- | ----- | ----- |
| 1.416 | 1.570 | 1.917 | 2.542 | 2.903 | 2.847 | 3.338 | 3.374 | 3.481 | 3.533 |

## Billedgalleri
- Den store fontæne midt i byen
- Gadebillede fra Saint-Paul de Vence
- Byens kirkegård, hvor bl.a. Chagall ligger begravet
- Udsigt fra byen mod Middelhavet og Villeneuve-Loubet